# Vachellia caurina
Vachellia caurina är en ärtväxtart som först beskrevs av Rupert Charles Barneby och Zanoni, och fick sitt nu gällande namn av Seigler och Ebinger. Vachellia caurina ingår i släktet Vachellia och familjen ärtväxter. Inga underarter finns listade i Catalogue of Life.